# Ilse Engelina Vordemberge
Ilse Engelina Vordemberge, geborene Leda (* 15. Mai 1906 in Hannover; † 2. August 1981 in Rapperswil-Jona, Schweiz), war eine deutsche Tanz- und Gymnastiklehrerin. Als Witwe von Friedrich Vordemberge-Gildewart begründete sie die Stiftung Vordemberge-Gildewart.

## Leben und Wirken
Ilse Leda war die Tochter des Kaufmanns Sello Leda und seiner Ehefrau Berta, geb. Blankenberg, die in Hannover die „Manufakturwaren-Großhandlung S. Blankenberg“ betrieben. Sie besuchte das Lyceum Sophienschule, absolvierte eine kaufmännische Ausbildung und begann ab 1927 mit ihrer Tanzausbildung bei Yvonne Georgi und deren Tanzpartner Harald Kreuzberg, beide durch Mary Wigman ausgebildet. 1929 erhielt sie ihr Diplom als Tanz- und Gymnastiklehrerin und eröffnete ihre „Schule für Tanz und Gymnastik“ in der Königstraße 50a in Hannover. 1930 zog die Tanzschule in die Sedanstraße 47, wo sich auch der elterliche Textilgroßhandel befand. In der Sonderbeilage des Hannoverschen Anzeigers „Gymnastik & Tanz“ vom 25. September 1932 erschien ein ausführlicher Bericht über Ilse Ledas Schule. Prominente Fotografin des Berichts war Lore Feininger.
Seit 1925 hatte sie Kontakt zum Freundeskreis der Kestnergesellschaft, insbesondere zu Friedrich Vordemberge-Gildewart, den sie am 29. Juni 1932 in Hannover heiratete. Zu diesem Freundeskreis gehörte auch Kurt Schwitters mit dem das Ehepaar gut befreundet war.

### Zeit des Nationalsozialismus
Ilse Vordemberge führte ihre Tanz- und Gymnastikschule bis Ende 1935 weiter. Ab Dezember 1933 bot sie Frauen- und Kinderturnkurse innerhalb der Vereinigten Turnerschaften Hannover (VTH) an. Nach dem Tod ihres Vaters im Mai 1934 übernahm sie das Unternehmen. Inzwischen hatten die organisierten Hetzkampagnen der Nationalsozialisten gegen die jüdische Bevölkerung ihre Wirkung gezeigt: Boykott von Geschäften, Entlassungen von Beamten, Schlägertrupps in den Straßen.
„das geschäft macht uns kaputt und verrückt, seit mittwoch voriger woche ist meine frau in hannover, wo mit eisernem besen nun alles rausgeschmissen wird: das wird verkauft, alles restlos aufgegeben. Infolge neuer gesetze kann meine frau diese operation nicht ihrem bisherigen nichtarischen mitarbeiter überlassen, sondern muss als inhaber alles allein machen.“
Vordemberge hatte inzwischen Hannover verlassen und war zusammen mit ihrem Ehemann nach Berlin gezogen. Sie gründete unter dem Dach des Jüdischen Kulturbundes ihre „Erste jüdische Tanzgruppe“. In der Tanzrolle der Prinzessin von Igor Strawinskys Geschichte vom Soldaten konnte sie einige Male erfolgreich auftreten.  Das Ehepaar emigrierte 1937 in die Schweiz und 1938 ins Exil nach Amsterdam, wo sie in der Nicolaas Maes Straat 22 lebten. Vordemberge übernahm eine Tätigkeit im Comité voor Bijzondere Joodsche Belangen. Das Komitee war 1933 von Abraham Asscher und David Cohen eingerichtet worden und unterstützte flüchtende Juden aus Deutschland. Im März 1941 musste das Büro geschlossen werden, die Aufgaben sollten im Sinne der deutschen Besatzer gelöst werden; der Bereich wurde dem „Joodse Raad voor Amsterdam“ zugewiesen.
Vordemberge blieb mit ihrem Mann in Amsterdam; wie und mit wessen Hilfe das Paar überleben konnte, ist bisher nicht bekannt. Es gab Kontakte zu Willem Sandberg und Frans Duwaer. 1974 berichtete Vordemberge, dass sie ihre Amsterdamer Wohnung während des Krieges räumen mussten, erst „nach Kriegsende zogen wir in das gleiche Haus zurück, bewohnten jetzt aber auch die untere Etage.“

### Ab 1945
Vordemberge nahm ihren Beruf als Tanz- oder Gymnastiklehrerin nicht mehr auf. Vielmehr unterstützte sie ihren Mann, der als Innenarchitekt, Grafiker und Maler wieder offiziell in seiner Kunstauffassung arbeiten konnte. Sie übernahm organisatorische Aufgaben ebenso wie die Kontaktpflege zu Galeristen, Künstlerkollegen und Freunden. Im Jahre 1954 wurde ihr Mann von Max Bill an die neu gegründete Hochschule für Gestaltung Ulm berufen. Das Paar – seit 1950 niederländische Staatsbürger – kehrte nach Deutschland zurück.
Nach dem Tod ihres Mannes 1961 wurde der Lebensmittelpunkt von Ilse Vordemberge Rapperswil-Jona in der Schweiz. Die folgenden 20 Jahre unterstützte sie Kuratoren und Galeristen mit Werken ihres Mannes für Ausstellungen, vermittelte Kontakte zu ihrem gut vernetzten Freundeskreis und sorgte mit der von ihr 1977 testamentarisch festgelegten Stiftung Vordemberge-Gildewart dafür, dass zukünftig das künstlerische Werk Vordemberge-Gildewarts weiterhin erhalten bleibt und die von ihm vertretene Kunst gefördert wird. Nach ihrem Tod im Jahr 1981 ging der Nachlass an das Museum Wiesbaden.